# Ekkehard W. Stegemann
Ekkehard Wilhelm Stegemann (* 8. November 1945 in Barkhausen (heute Porta Westfalica); † 30. November 2021 in Basel) war ein deutscher evangelischer Theologe. Er wirkte als Professor für Neues Testament. Seine Schwerpunkte waren Sozialgeschichte, Theologie des Paulus, jüdische Studien und Zionismus. Er setzte sich gegen Antisemitismus und gegen christlichen Antijudaismus in Theologie, Kirche und Gesellschaft ein.

## Biografie

### Jugend und Studium
Stegemann war eines von fünf Kindern des Drehermeisters Willi Stegemann und seiner Ehefrau Martha (geb. Nehlmeyer). Wolfgang Stegemann war sein Zwillingsbruder.
Nach dem Abitur am Friedrichs-Gymnasium Herford am 25. Februar 1965 studierte er Evangelische Theologie an der Kirchlichen Hochschule Bethel und ab Wintersemester 1966/1967 an der Theologischen Fakultät der Ruprecht-Karls-Universität Heidelberg, wo er am 13. Mai 1970 das Fakultätsexamen absolvierte.
Nach einer Anstellung als Religionslehrer am Kurpfalz-Gymnasium in Mannheim war er von 1971 bis 1982 wissenschaftlicher Assistent an der Theologischen Fakultät der Universität Heidelberg. Er wurde im Jahr 1974 mit einer Arbeit über das Markusevangelium zum Dr. theol. promoviert. 1982 wurde er an der gleichen Universität habilitiert.

### Wirken als Hochschullehrer
Kurz nach seiner Habilitation wurde er als Professor für Biblische Theologie an die Universität Bayreuth berufen, und seit 1985 war er Professor für Neues Testament an der Universität Basel.
Stegemanns Forschungsschwerpunkte sind die Sozialgeschichte des Urchristentums, die Theologie des Paulus, Antisemitismus, christlicher Antijudaismus, die Geschichte des Zionismus und Jüdische Studien.
Bereits in seiner Dissertation forderte Stegemann, dass sich die neutestamentliche Exegese nicht nur der historischen Wahrheit zu stellen, sondern auch die Shoah zu berücksichtigen habe. In seiner Habilitationsschrift stellt er die These auf, Paulus selbst habe gegen den entstehenden christlichen Antijudaismus gekämpft. Seine Arbeiten sind von der Vorstellung geprägt, dass die historische und die theologische Forschung einen Beitrag zur Auseinandersetzung mit Antisemitismus und Antijudaismus zu leisten hat.
Zu ihrem 60. Geburtstag wurden Stegemann und sein Zwillingsbruder, der Neutestamentler Wolfgang Stegemann, durch eine zweibändige Festschrift geehrt.
Stegemann blieb bis zum 68. Lebensjahr in seinem Professorenamt. Er griff in seine Nachfolge an der Universität Basel ein, indem er öffentlich das Wiederbesetzungsverfahren kritisierte. Auch der Kirchenratspräsident von Basel Lukas Kundert erhob Einwände gegen das Verfahren. Am 9. Dezember 2013 wurde er aus seinem Amt mit einem internationalen Symposion verabschiedet. Ihm wurde eine Festschrift überreicht.
Stegemann war Mitherausgeber der Reihe Theologischer Kommentar zum Neuen Testament, der Zeitschrift Kirche und Israel. und der Biblischen Enzyklopädie. Als Mitherausgeber des Theologischen Kommentars setzte er sich für eine Bibelauslegung ein, die den jüdischen Hintergrund der neutestamentlichen Schriften berücksichtigt und die antijüdische Auslegungsgeschichte aufarbeitet.

### Politisches Engagement
Stegemann setzte sich für den Staat Israel und für den Zionismus ein. Er wandte sich mit öffentlichen Briefen, Meinungsartikeln und Leserbriefen an die Öffentlichkeit und wirkte führend in verschiedenen Medienorganisationen mit. Er wurde im Jahr 2002 vom Schweizerischen Israelitischen Gemeindebund (SIG) zum Präsidenten des Schweizerisch-Jüdischen Medienforums berufen, dessen Aufgabe die Begleitung der Israelberichterstattung der schweizerischen Medien war. Der Sachverhalt, dass ein christlicher Theologieprofessor dieses Amt übernommen hatte, galt als ein Novum in der Schweizer Geschichte. Nach Auflösung des Medienforums im Jahr 2004 engagierte sich Stegemann in der Nachfolgeorganisation Media Watch, die im Jahr 2008 ihre Aktivitäten einstellte. Stegemann wurde Stiftungspräsident der privaten Audiatur-Stiftung, die von sich behauptet, auf der Grundlage des Bekenntnisses zum Staat Israel zu einer differenzierten Betrachtung des Nahost-Konflikts beitragen zu wollen. Dort arbeitete er mit dem Kommunikationsberater Sacha Wigdorovits zusammen. Der Chefredaktor der Schweizer Tageszeitung Der Bund, Artur K. Vogel, der von 1988 bis 1996 Nahost-Korrespondent des Tages-Anzeigers war,  bezeichnet Audiatur-Online als „proisraelische Propaganda Website“.
Im Sommer 2006 kritisierte Matthias Hagemann, Verleger der Basler Zeitung und Verwaltungsrat der Herausgebergesellschaft der jüdischen Wochenzeitung tachles, die „aggressive Lobbyarbeit jener informellen vernetzten Gruppe ..., zu der an vorderster Front“ Stegemann gehöre. Dieser verklagte daraufhin erfolglos Hagemann wegen angeblicher Persönlichkeitsrechtsverletzung. Am 7. Dezember 2007 warf tachles-Chefredakteur Yves Kugelmann Stegemann vor, ein „System der Intransparenz“ mitbegründet zu haben. Eine Beschwerde Stegemanns gegen tachles beim Schweizer Presserat wurde zurückgewiesen.
Am 9. Juli 2010 meldete der Zürcher Tages-Anzeiger, Stegemann habe den Israel-Korrespondenten des Schweizer Fernsehens, André Marty, beleidigt.
Im Sommer 2012 reichte Stegemann bei der Eidgenössischen Stiftungsaufsicht eine erfolglose Klage gegen das Hilfswerk der Evangelischen Kirchen der Schweiz (HEKS) ein. Die Hilfsorganisation hatte in einem ganzseitigen Inserat in der Neuen Zürcher Zeitung (NZZ) den Schweizer Handelskonzern Migros dafür gelobt, Produkte aus den von Israel besetzten Gebieten entsprechend zu kennzeichnen. Im Dezember 2014 warf Stegemann im Verbund mit einer Christlich-Jüdischen Arbeitsgemeinschaft, deren Ehrenpräsident er war, dem HEKS die Unterstützung der israelischen Nichtregierungsorganisation Zochrot (hebräisch für „Gedenke“) vor, da deren Gründer an einer Performance in Yad Vashem mitgewirkt hatte, in der der nationalsozialistische Judenmord als „das Beste, was den Juden habe geschehen können“, bezeichnet wurde. Stegemann wirkte auch an der Suspendierung des Friedensforschers Johan Galtung, Träger des Right Livelihood Award, von der Basler World Peace Academy (WPA) mit. Galtung hatte Aussagen gemacht, die je nach Standpunkt zwischen eindeutig antisemitisch bis unvorsichtig und verletzend verstanden werden konnten. Der 2012 ebenfalls zurückgetretene WPA-Direktor Dietrich Fischer warf Galtungs Kritikern einen „Eingriff in die akademische Freiheit“ vor.
Im Mai 2013 warf Stegemann gemeinsam mit seinem Bruder Wolfgang dem Ökumenischen Rat der Kirchen (ÖRK) „antiisraelischen Antisemitismus“ in der Tradition des christlich motivierten Antijudaismus vor und nannte als Beispiel die Finanzierung von antiisraelischen Boykottaufrufen mit kirchlichen Spenden- und Steuergeldern. Der ÖRK-Generalsekretär Olav Fykse Tveit wies die Kritik als unbegründet zurück und stellte den Umgang der Brüder mit dem Antisemitismusvorwurf in Frage.

### Familie
Stegemann war Vater von drei Söhnen.

## Ehrungen
- Lady Davis-Professor der Hebräischen Universität Jerusalem (2000/2001)
- Goldmedaille For Distinguished Leadership and Service for Humanity des europäischen B’nai B’rith[31]

## Mitgliedschaften
- Society of New Testament Studies
- Society of Biblical Literature
- Stiftung für Jüdische Studien an der Universität Basel (Präsident)
- Christlich-Jüdische Arbeitsgemeinschaft beider Basel (Präsident)
- Stiftungsrat CJP Christlich Jüdische Projekte[32]
- Mitglied im Präsidium des Schweizerisch-Jüdischen Medienforums (2002–2004)
- Berater von Media Watch des Schweizerischen Israelitischen Gemeindebunds (SIG) (2004–2006)
- Stiftungspräsident der Audiatur-Stiftung[33]
- Mitglied im Vorstand von Tamach: Die psychosoziale Beratungsstelle für Holocaust-Überlebende und ihre Angehörigen in der Schweiz[34]

## Veröffentlichungen (Auswahl)
- Das Markusevangelium als Ruf in die Nachfolge. Heidelberg, Univ., Theol. Fak., Diss. 1974, 354 S.
- Der eine Gott und die eine Menschheit. Israels Erwählung und die Erlösung von Juden und Heiden nach dem Römerbrief. Heidelberg, Univ., Habil.-Schr., 1982, 325 S.
- 100 Jahre Zionismus. Von der Verwirklichung einer Vision. Kohlhammer, Stuttgart 2000, ISBN 3-17-015577-6.
- Urchristliche Sozialgeschichte. Die Anfänge im Judentum und die Christusgemeinden in der mediterranen Welt. Zusammen mit Wolfgang Stegemann. 2. Auflage, Kohlhammer, Stuttgart 1997 (Erstausgabe 1995), ISBN 3-17-015099-5.
- Paulus und die Welt. Aufsätze. TVZ, Zürich 2005.
- Der Römerbrief: Brennpunkte der Rezeption. Aufsätze. TVZ, Zürich 2012.